# Вард, Рене I дю Бек-Креспен
Рене I дю Бек-Креспен (фр. René I du Bec-Crespin; ок. 1560 — 28 декабря 1633, Париж), маркиз де Вард (Vardes) и де Ла-Бос (la Bosse) — французский дворянин, рыцарь орденов короля.

## Биография
Сын Пьера дю Бек-Креспена, сеньора де Бурри, и Луизы де Шантелу, дамы де Ла-Бос.
Государственный советник, капитан роты из 50 тяжеловооруженных всадников, губернатор города Ла-Капель и земли Тьераш. Был возведен в достоинство маркиза, а 31 декабря 1619 пожалован Людовиком XIII в рыцари ордена Святого Духа.

## Семья
1-я жена (01.1592): Элен д'О (ум. 14.10.1613), дочь Шарля д'О, сеньора де Франконвиля, и Мадлен де Лопиталь де Витри, вдова Франсуа де Роншероля, сеньора де Менвиля
Дети:

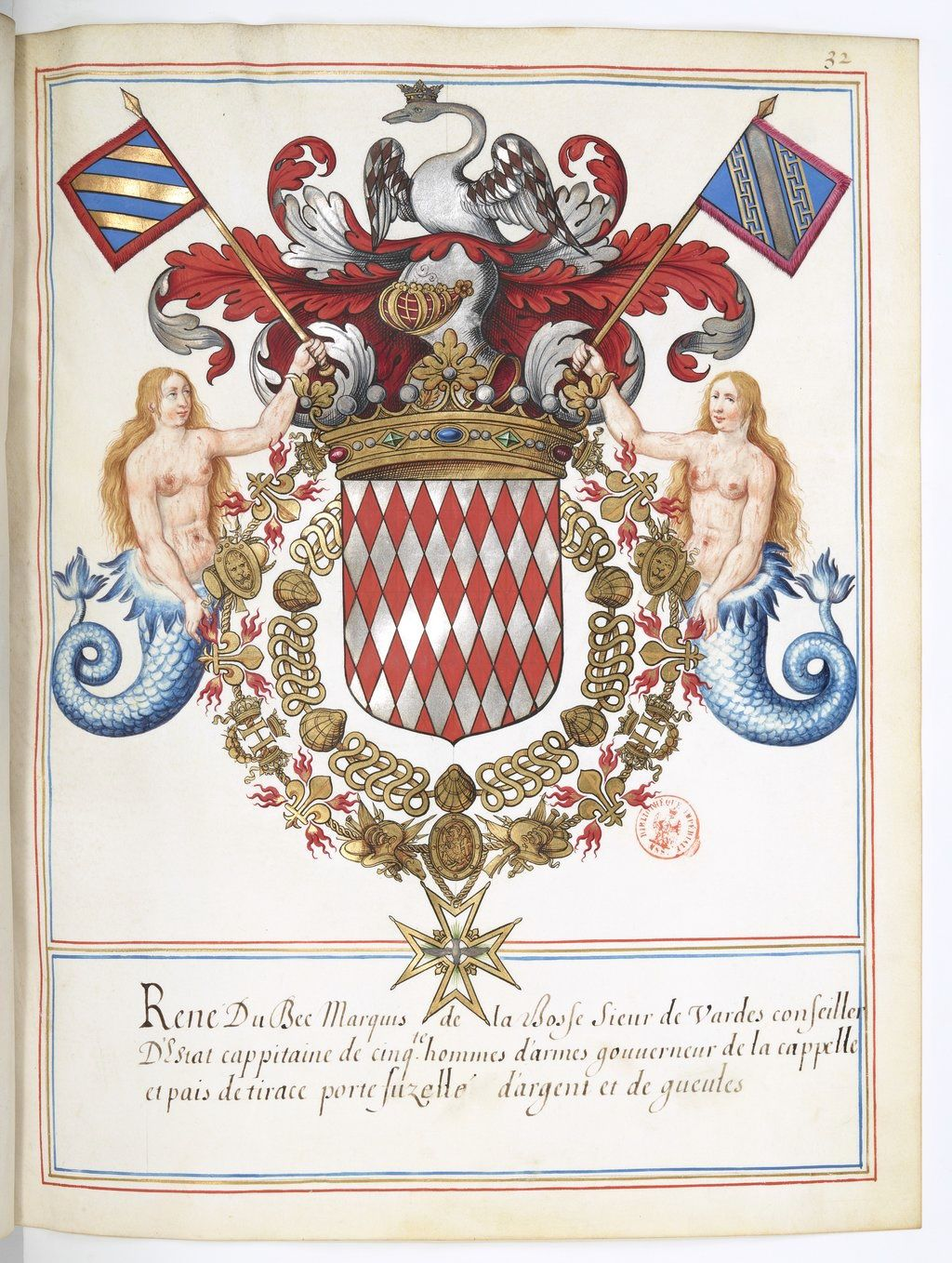
Герб Рене I дю Бек-Креспена, маркиза де Варда

- Жан дю Бек-Креспен (ум. 1616). Убит бандитами в Италии. Рене Креспен дю Бек, проезжая в 1646 году через Геную, на обратном пути из Польши, распорядилась устроить ему гробницу в церкви Богоматери за пределами города, и г-н Ле-Лабурёр сочинил для нее эпитафию
- Рене Креспен дю Бек (ум. 2.09.1659). Муж (21.03.1632): Жан-Батист Бюд, граф де Гебриан (1602—1643), маршал Франции
- Рене II дю Бек-Креспен (ок. 1595—?), маркиз де Вард. Жена (ок. 1618): Жаклин де Бёй (1588—1651), дочь Клода де Бёя, сеньора де Курсийон и де Маршетт, и Катрин де Монтеклер
- Клод дю Бек-Креспен (ум. 1671), маркиз де Ла-Бос. Ум. бездетным

2-я жена: Изабель де Куси, дама де Вервен, дочь Жака II де Куси, сеньора де Вервен, и Антуанетты д'Онни де Шон, вдова графа Роже де Комменжа, губернатора Меца. Брак бездетный